# 菲蒂昂格
菲蒂昂格， 位於新西兰北岛上的濱海小镇，是科羅曼德半岛水星灣（Mercury Bay）的主要聚落。总人口4,350 (2015年)。

## 地理

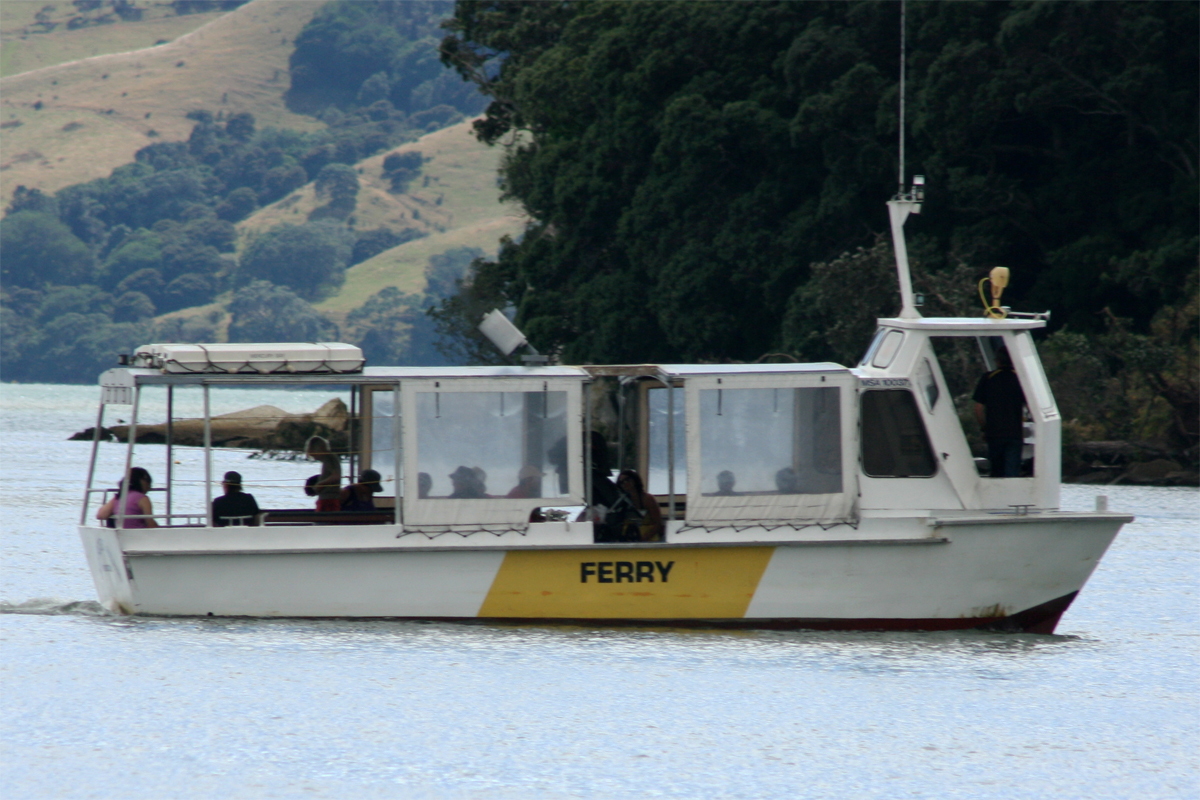
菲蒂昂格渡輪

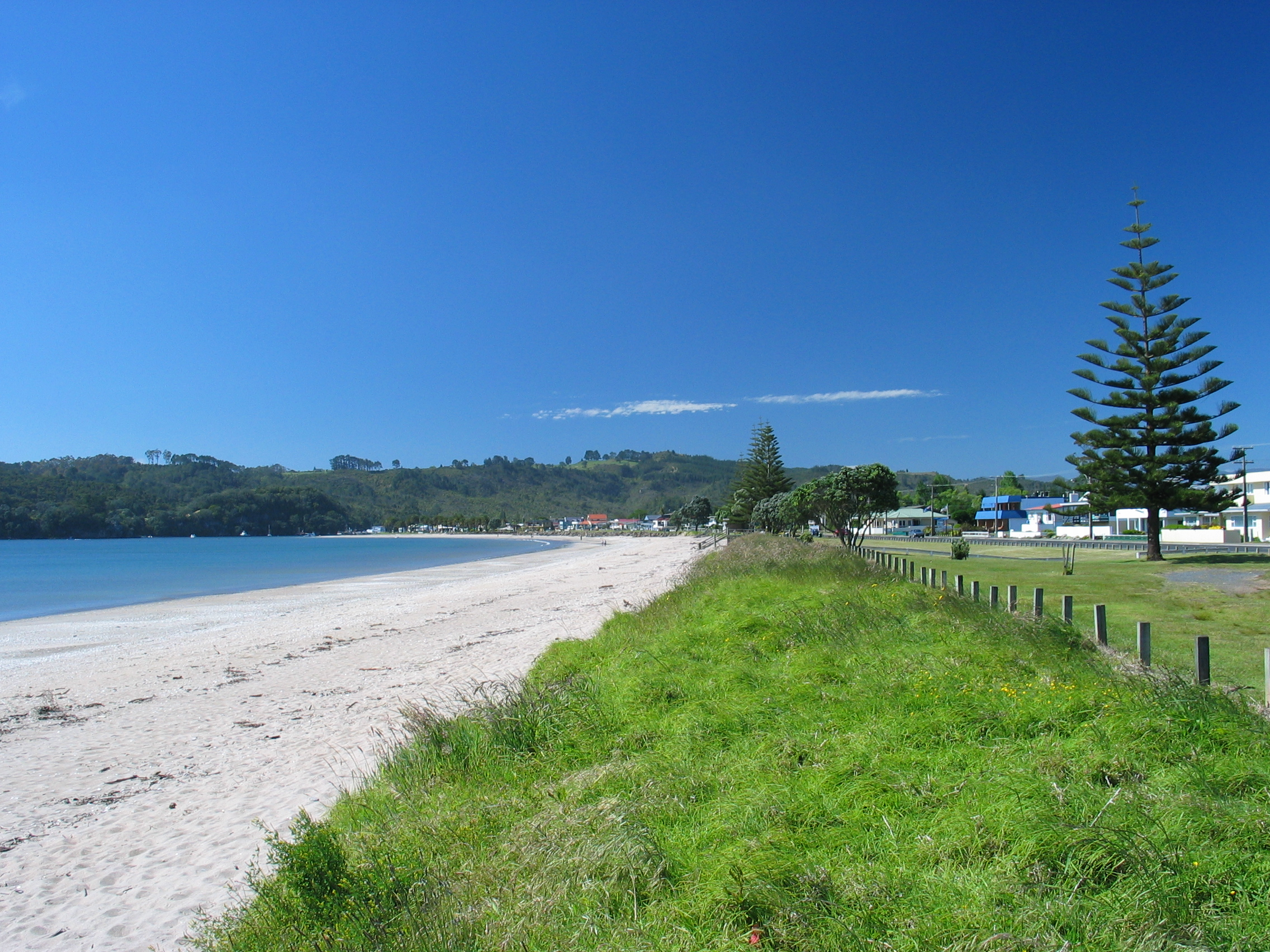
菲蒂昂格布法羅海灘

菲蒂昂格位於科羅曼德半島的東北邊，與奧克蘭距離208公里，離泰晤士93公里，離泰魯阿42公里。 該鎮座落於水星灣，擁有5公里長的布法羅海灘，城鎮中心在海灘的南端。
布法羅海灘的名稱是由HMS Buffalo號而來，該船隻停泊在水星灣時遇上風暴而遇難。現在在海灘上還可以看到布法羅號船錨的紀念碑。
菲蒂昂格有載客渡輪通往靠近庫克海灘的渡口，航程2分鐘，可以節省約45分鐘的車程。
菲蒂昂格气候适宜，温暖多雨，为亚热带气候。

## 历史

### 毛利歷史
菲蒂昂格約有一千年的歷史，從毛利探險家庫佩的族人在公元950年前後到達並定居後起算。菲蒂昂格毛利語為Te Whitianga o Kupe，意思為庫佩經過的地方。
值得一提的菲蒂昂格帕位於渡口旁，根據Hei部落歷史提及最早佔據該地的首領是Hei Turepe。此帕由三面陡峭的懸崖所圍繞，通往山丘的一面由一道22尺長的壕溝所保護。沿著小徑下山可以到達後灣，帕的居民曾在此地撿拾貝類。
庫克船長於1769年11月到達此地，迎接他的居民認為該帕自從陶朗加的首領進攻佔領此地後，已經荒廢了一代之久。菲蒂昂格岩有數個被切割用來做火坑，儲水，柵欄地基的洞，庫克認為那些被燒過的柵欄殘骸，足以證明之前的攻擊已經將原本帕的居民驅逐出此地。

### 庫克船長到訪
水星湾的历史可追溯到1769年，当时库克船长在水星湾首次升起英国国旗，并在此地观察水星。如今水星湾已成为度假胜地，每年夏天都湧入大批游客，从事各类水上活动。

## 產業
从历史上看，怀蒂昂格是一个造船业，贝壳杉，亚麻，金矿开采和树胶加工业的中心。多年来，它也是一个主要的木材港口，来自挪威、瑞典、法国、意大利和英国的帆船来此装载木材。此地可承载2000吨位的船只，吃水深度18英寸，甲板上可以装载超过一百万英尺的木材，在六十年的时间里，估计超过5亿英尺的贝壳杉从怀蒂昂格地区出口到世界各地。
今天，怀蒂昂格成为科罗曼德半岛东部和水星湾地区的小型区域中心。它是当地渔业，农业和旅游业的核心区域，其附近有着大教堂湾海洋保护区及很多海滩和洞穴。此地曾经是电影“纳尼亚传奇：凯斯宾王子”的取景地。
怀蒂昂格周边地区（222平方公里）目前正在由采矿公司Waihi Gold（美国科罗拉多州Newmont Corporation的子公司）进行矿产勘探活动，这可能对于当地环境产生一定的影响。

## 社會
怀蒂昂格州居民中有74.8％出生在新西兰，85.1％为欧洲移民后裔，17％是毛利人后裔。 怀蒂昂格拥有相当多的老龄居民。 32.3％的居民年龄在60岁以上（新西兰这个年龄段的平均值为19.8％）。 它也有大量的民宿或度假屋。 2013年，在怀蒂昂格的私人住宅中，有39.1％为空置住房。（相比之下，新西兰空置住房的平均数量为11.1％）。
在2013年，怀蒂昂格的失业率为6.2％，低于全国7.1的平均水平。 36.2％的家庭收入低于33,000美元（相对于全国人口的25％），33.5％为中等偏低（全国为25％），21％为中等偏高（全国为25％）以及9.4％的家庭收入超过109,431美元（全国为25％）。 怀蒂昂格在社会剥夺指数中获得了1008分。

## 教育
目前该地区拥有一所新西兰最大的地区学校——水星湾地区学校，他是一所成立于 1872年男女混校的15年一贯制学校（1-15年级），从小学到大专均可在此完成。

## 活動
为庆祝海鲜，尤其是扇贝的丰收，每年九月都将举办扇贝节活动。
2009年和2010年举行了怀蒂昂格速度节。
2009年至2012年举办了Coromandel Gold音乐节。
1. ↑   （页面存档备份，存于）Subnational Population Estimates: At 30 June 2015 (provisional)
2. ↑   （页面存档备份，存于）氣候: WHITIANGA
3. ↑   （页面存档备份，存于）Whitianga Pā
4. ↑  .   [2016-10-12]. （原始内容存档于2016-12-18）.Whitianga Quick History